# فرودگاه فار ویو
فرودگاه فار ویو (به انگلیسی: Far View Airport) یک فرودگاه خصوصی بهره‌برداری هوایی است که یک باند فرود چمن دارد و طول باند آن ۶۶۱ متر است. این فرودگاه در کشور ایالات متحده آمریکا قرار دارد و در ارتفاع ۳۹۶ متری از سطح دریا واقع شده است.